# 209 av. J.-C.
Cette page concerne l'année 209 av. J.-C. du calendrier julien proleptique.

## Événements
- 25 mars (15 mars du calendrier romain) : début à Rome du consulat  de Quintus Fabius Maximus Verrucosus Cunctator V et Quintus Fulvius Flaccus  IV[1].
  - 137 108 citoyens romains ; leur nombre a diminué de moitié en dix ans (270 213 en 220 av. J.-C.)[2].
- Printemps : bataille de Carthagène[3]. Conduits par Publius Cornelius Scipio (futur Scipion l'Africain), les Romains défont les Carthaginois d'Hasdrubal Barca et s'emparent de Qart Hadasht en Hispanie, qu'ils renomment Carthago Nova (aujourd'hui Carthagène). Scipion rallie les Celtibères (voir l'épisode du chef ibère Allutius qui a donné lieu au thème de La Continence de Scipion, sujet de plusieurs tableaux).

- Été : 
  - Indécise bataille d'Ausculum (Italie) entre Marcellus et Hannibal. Hannibal, qui assiégeait Canusium en Apulie, se retire sur l'Aufidus devant Marcellus, qui attaque le camp carthaginois à Asculum ; il est d'abord repoussé, mais lors d'une seconde attaque le lendemain, il inflige de lourdes pertes à Hannibal qui doit se mettre sur la défensive[4]. Il marche vers le Bruttium, lève le siège de Caulon mais arrive trop tard pour secourir Tarente et prend ses quartiers d'hiver à Métaponte[5].
  - Les Romains de Fabius Maximus prennent Tarente[5].

- Début du règne de Modu ou Maodun (Mao-touen), empereur (chan-yu) des Xiongnu (fin en 174 av. J.-C.). Il soumet les Kirghizes et les Yuezhi et détruit l’empire des Donghu. La dignité de chan-yu devient héréditaire[6],[7].
- En Chine, Li Si et Zhao Gao se déchirent pour exercer le pouvoir[8].

- Campagne militaire d’Antiochos III en Médie[9]. Antiochos III connait des difficultés financières et pour payer son immense armée (100 000 fantassins et 20 000 cavaliers selon Justin), il innove en spoliant un sanctuaire indigène à Ecbatane[10]. Après avoir maté une révolte des satrapes de Médie et de Perside, Antiochos se tourne contre les Parthes. Il s'empare de Hécatompylos en Parthyène, prend et pille Syrinx (Zadracarta ?)  en Hyrcanie[11]. Artaban Ier, n’osant pas se mesurer avec Antiochos III, ordonne une retraite générale chez les Scythes. Auparavant, tout devait être détruit. L’ordre est suivi dans les campagnes, mais les villes, qui ont conservé leur administration grecque, refusent de l’exécuter. Après des menaces suivies de massacres de la population urbaine, les Parthes se réfugient auprès des peuples nomades, où Artaban recrute une puissante armée. Antiochos III préfère traiter et évacue le pays des Parthes.